# Třemešné
Třemešné település Csehországban, Tachovi járásban. Třemešné Stráž, Rozvadov, Přimda, Bělá nad Radbuzou és Eslarn településekkel határos. Lakosainak száma 378 fő (2024. január 1.).

## Népesség
A település lakosságának változását az alábbi diagram mutatja:
| Lakosok száma | 2262 | 2115 | 2153 | 605  | 396  | 374  | 384  | 376  | 360  | 378  |
|               | 1869 | 1890 | 1921 | 1950 | 1980 | 2001 | 2017 | 2019 | 2022 | 2024 |